# فوزي يايا
فوزي يايا (ولد في 21 سبتمبر 1989) هو لاعب كرة قدم جزائري يلعب مع اتحاد الجزائر في الرابطة الجزائرية المحترفة الأولى.

## مع نادي
في حزيران / يونيه 2013، وقع يايا عقدا مدته سنتان مع وفاق سطيف.

## وصلات خارجية
- فوزي يايا على موقع قاعدة بيانات كرة القدم.إي يو (الإنجليزية)
- فوزي يايا على موقع Soccerway.com (الإنجليزية)